# Caso Smith v. Allwright
Smith v. Allwright, caso 649 do volume 321 (1944), foi uma decisão histórica da Suprema Corte dos Estados Unidos que se relaciona aos direitos de voto e, de forma geral, à segregação racial no país. A decisão foi responsável por declarar inconstitucionalidade em uma lei estadual do Texas que autorizava o Partido Democrata a criar em suas regras internas um sistema que era conhecido como Primárias Brancas. A corte decidiu que seria inconstitucional um estado permitisse que o partido democrata criasse regras internas que pudessem ter caráter discriminatório ou permitissem que a discriminação fosse algo praticado. Essa decisão também afetou outros estados onde o partido utilizava esse mesmo sistema.